# Nemognatha punctulata
Nemognatha punctulata är en skalbaggsart som beskrevs av Leconte 1853. Nemognatha punctulata ingår i släktet Nemognatha och familjen oljebaggar. Inga underarter finns listade i Catalogue of Life.